# Fazlija
Fadil Fazlija (* 15. Juli 1972 in Bihać, SFR Jugoslawien) ist ein bosnischer Sänger romanischer Abstammung, der auf dem Westbalkan populär ist. Seine Musikrichtung ist dem Turbo-Folk zuzuordnen. Neben Liedern in bosnischer Sprache singt er auf seinen Konzerten häufig auch romanische und albanische Lieder. Der Künstler lebt in Oberösterreich, Linz. Er wurde 2023 als erster offizieller Kulturbotschafter für Oberösterreich ausgewählt.

## Karriere

### Allgemeines
Fazlija spricht neben Bosnisch auch fließend Romanes und Deutsch. Er gibt regelmäßig Konzerte auf dem Gebiet des gesamten ehemaligen Jugoslawiens sowie in Österreich, Deutschland, Bulgarien, der Schweiz und der Türkei. Eine davon führte ihn 1992 gemeinsam mit seiner Frau und der noch sehr kleinen Tochter nach Deutschland und Österreich. Als in Jugoslawien der Krieg ausbrach und die drei nicht mehr zurückkehren konnten, blieb er mit Familie in Österreich. Sein erstes Album erschien 1997. Seinen Künstlernamen bekam er mit 15 Jahren bei einem Wettbewerb in Bosnien. Fazlija bedeutet auf Deutsch ‚Meister‘.

### Helikopter
Sein bekanntestes Lied ist Helikopter, das 2016 als Single erschien und 2021 durch Videos auf TikTok international Bekanntheit erlangte. Dies nahm Fazlija als Anlass, ein Remix und Musikvideo zu veröffentlichen. Mittlerweile hat das Video über 1 Milliarde Aufrufe als viraler Hit und Stars wie der Kardashian-Clan, Britney Spears, die Spieler von Real Madrid und Bayern München, David Guetta und die Spanische Liga posteten Videos von sich mit dem Lied.
In einem Imagevideo von Oberösterreich Tourismus für das Kulturhauptstadtjahr 2024 spielt das Lied eine zentrale Rolle und weist auf die Vielfältigkeit von Kunst und Kultur in Oberösterreich hin.

## Diskografie

### Alben
- 1997: Prosjak i kraljica
- 1998: Boginja
- 1999: Stani srećo
- 2000: Sada je sve drugačije
- 2003: Još sam živ
- 2004: Neka ona živi
- 2006: Sudar

### EPs
- 2015: Flasu Dzeka
- 2020: Najlepse Balade Vol. 1
- 2021: Kafansko veče
- 2024: Dosta Je

### Singles (Auswahl)
- 2012: Sipaj care
- 2016: Helikopter
- 2020: Malo Viski malo Coca Cola